# NHL Awards 2011
Die NHL Awards 2011 sind Eishockey-Ehrungen und wurden am 22. Juni 2011 im Pearl Concert Theater des Palms Hotels in Paradise verliehen. Die Nominierungen für die einzelnen Awards wurden am 19. April veröffentlicht.

## Preisträger
Hart Memorial Trophy
Wird verliehen an den wertvollsten Spieler (MVP) der Saison durch die Professional Hockey Writers' Association
- Corey Perry (RW) – Anaheim Ducks

Außerdem nominiert:
- Henrik Sedin (C) – Vancouver Canucks
- Martin St. Louis (RW) – Tampa Bay Lightning

Ted Lindsay Award
Wird verliehen an den herausragenden Spieler der Saison durch die Spielergewerkschaft NHLPA
- Daniel Sedin (LW) – Vancouver Canucks

Außerdem nominiert:
- Corey Perry (RW) – Anaheim Ducks
- Steven Stamkos (C) – Tampa Bay Lightning

Vezina Trophy
Wird an den herausragenden Torhüter der Saison durch die Generalmanager der Teams verliehen
- Tim Thomas – Boston Bruins

Außerdem nominiert:
- Roberto Luongo – Vancouver Canucks
- Pekka Rinne – Nashville Predators

James Norris Memorial Trophy
Wird durch die Professional Hockey Writers' Association an den Verteidiger verliehen, der in der Saison auf dieser Position die größten Allround-Fähigkeiten zeigte
- Nicklas Lidström – Detroit Red Wings

Außerdem nominiert:
- Zdeno Chára – Boston Bruins
- Shea Weber – Nashville Predators

Frank J. Selke Trophy
Wird an den Angreifer mit den besten Defensivqualitäten durch die Professional Hockey Writers' Association verliehen
- Ryan Kesler – Vancouver Canucks

Außerdem nominiert:
- Pawel Dazjuk – Detroit Red Wings
- Jonathan Toews – Chicago Blackhawks

Calder Memorial Trophy
Wird durch die Professional Hockey Writers' Association an den Spieler verliehen, der in seinem ersten Jahr als der Fähigste gilt
- Jeff Skinner (C) – Carolina Hurricanes

Außerdem nominiert:
- Michael Grabner (RW) – New York Islanders
- Logan Couture (C) – San Jose Sharks

Lady Byng Memorial Trophy
Wird durch die Professional Hockey Writers' Association an den Spieler verliehen, der durch einen hohen sportlichen Standard und faires Verhalten herausragte
- Martin St. Louis (RW) – Tampa Bay Lightning

Außerdem nominiert:
- Loui Eriksson (LW) – Dallas Stars
- Nicklas Lidström (D) – Detroit Red Wings

Jack Adams Award
Wird durch die NHL Broadcasters' Association an den Trainer verliehen, der am meisten zum Erfolg seines Teams beitrug
- Dan Bylsma – Pittsburgh Penguins

Außerdem nominiert:
- Barry Trotz – Nashville Predators
- Alain Vigneault – Vancouver Canucks

Bill Masterton Memorial Trophy
Wird durch die Professional Hockey Writers' Association an den Spieler verliehen, der Ausdauer, Hingabe und Fairness in und um das Eishockey zeigte
- Ian Laperrière – Philadelphia Flyers

Außerdem nominiert:
- Ray Emery – Anaheim Ducks
- Daymond Langkow – Calgary Flames

### Weitere Ehrungen
Art Ross Trophy
Wird an den besten Scorer der Saison verliehen
- Daniel Sedin (C) – Vancouver Canucks 104 Punkte (41 Tore, 63 Vorlagen)

Maurice 'Rocket' Richard Trophy
Wird an den besten Torschützen der Liga vergeben
- Corey Perry – Anaheim Ducks 50 Tore

William M. Jennings Trophy
Wird an den/die Torhüter mit mindestens 25 Einsätzen verliehen, dessen/deren Team die wenigsten Gegentore in der Saison kassiert hat
- Roberto Luongo – Vancouver Canucks 126 Gegentore in 60 Spielen (Gegentordurchschnitt: 2.11)
- Cory Schneider – Vancouver Canucks 51 Gegentore in 25 Spielen (Gegentordurchschnitt: 2.23)

Roger Crozier Saving Grace Award
Wird an den Torhüter mit mindestens 25 Einsätzen verliehen, der die beste Fangquote während der Saison hat
- Tim Thomas – Boston Bruins Fangquote: 93,8 %

NHL Plus/Minus Award
Wird an den Spieler verliehen, der während der Saison die beste Plus/Minus-Statistik hat
- Zdeno Chára – Boston Bruins +33

Conn Smythe Trophy
Wird an den wertvollsten Spieler (MVP) der Play Offs verliehen
- Tim Thomas (GK) – Boston Bruins

Mark Messier Leader of the Year Award
Wird an den Spieler verliehen, der sich während der Saison durch besondere Führungsqualitäten ausgezeichnet hat
- Zdeno Chára – Boston Bruins

King Clancy Memorial Trophy
Wird an den Spieler vergeben, der durch Führungsqualitäten, sowohl auf als auch abseits des Eises und durch soziales Engagement herausragte
- Doug Weight – New York Islanders

NHL General Manager of the Year Award
Wird an den General Manager einer Franchise vergeben, der sich im Verlauf der Saison als gewandtest erwiesen hat
- Mike Gillis – Vancouver Canucks

## Trophäen

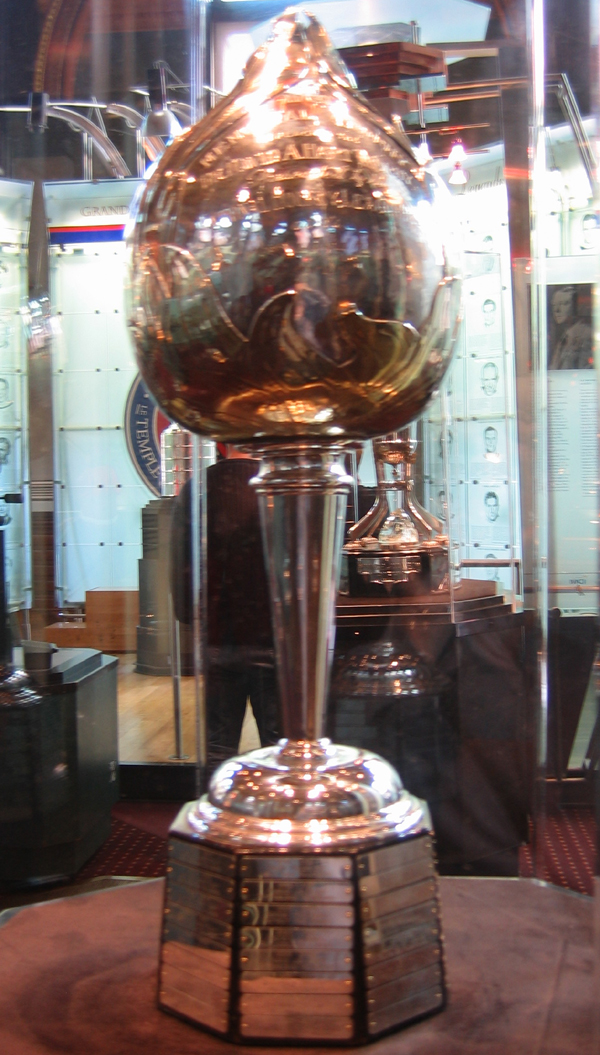
Hart Memorial Trophy
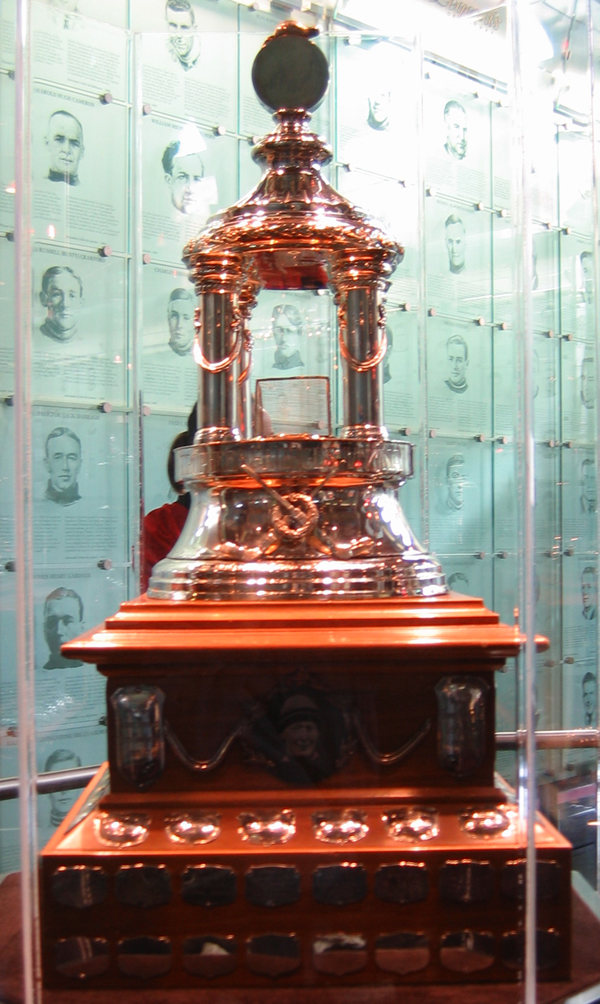
Vezina Trophy
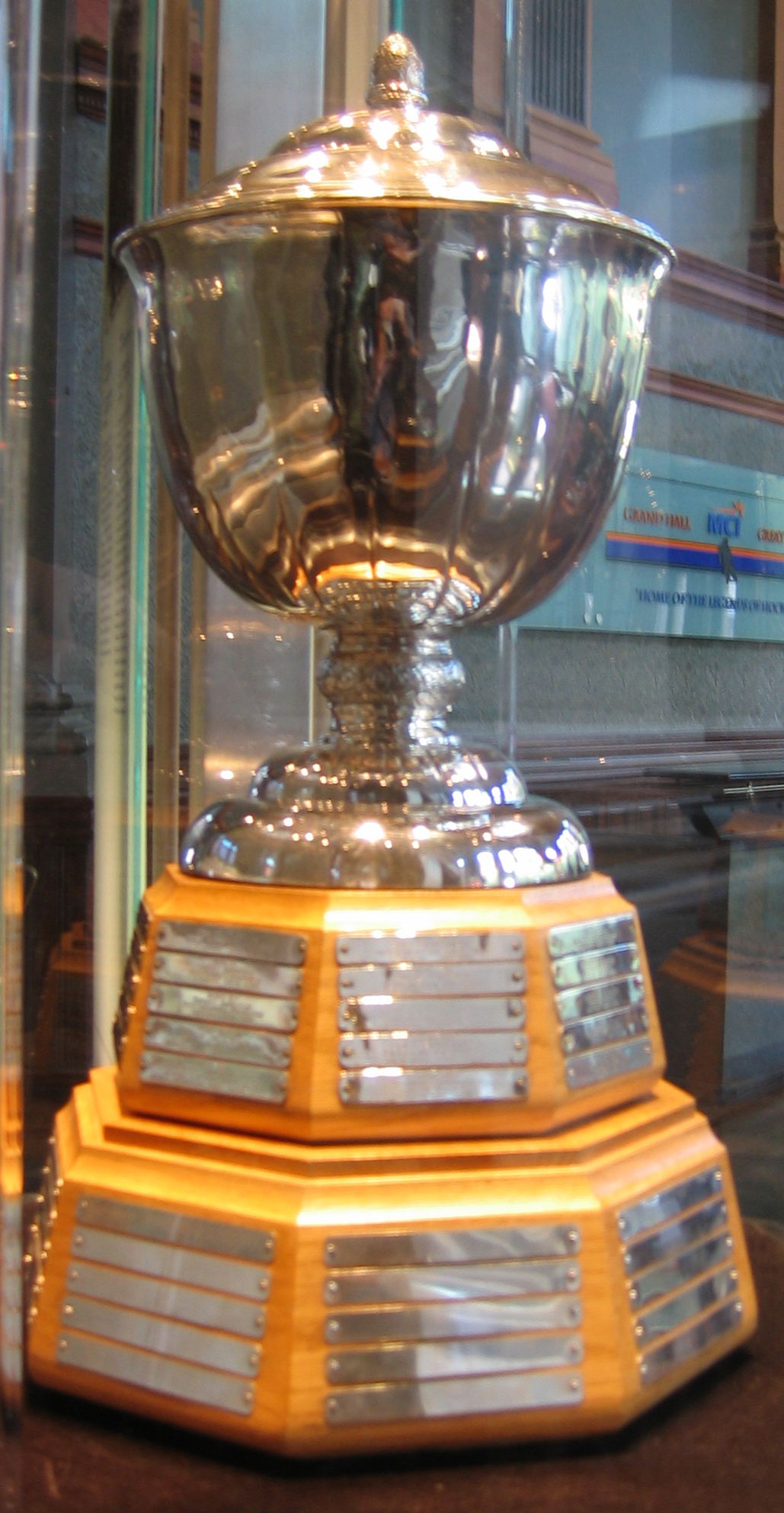
James Norris Memorial Trophy
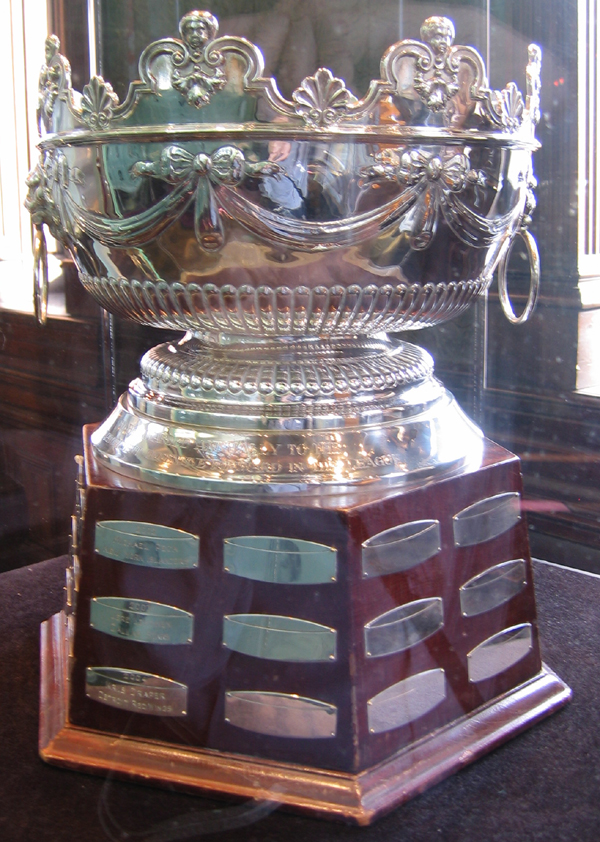
Frank J. Selke Trophy
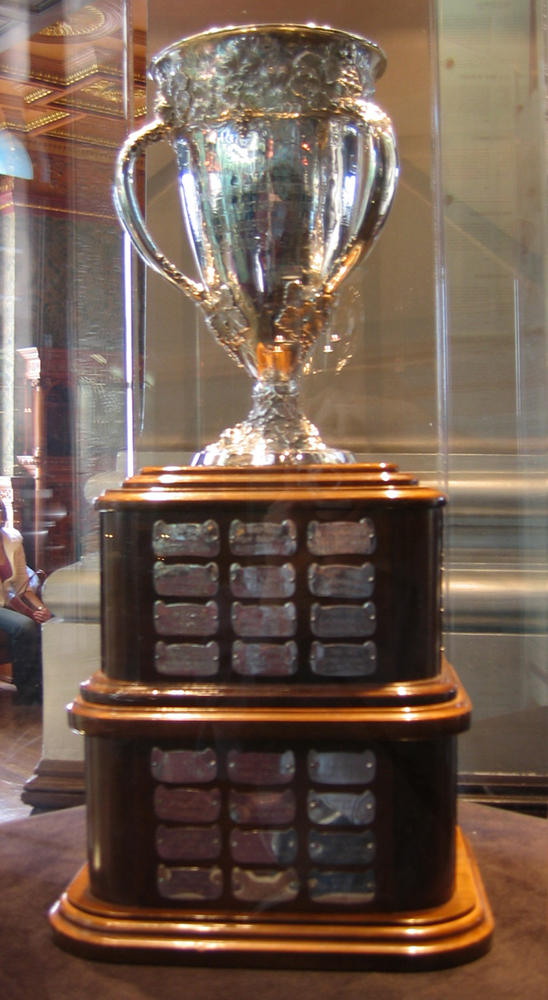
Calder Memorial Trophy
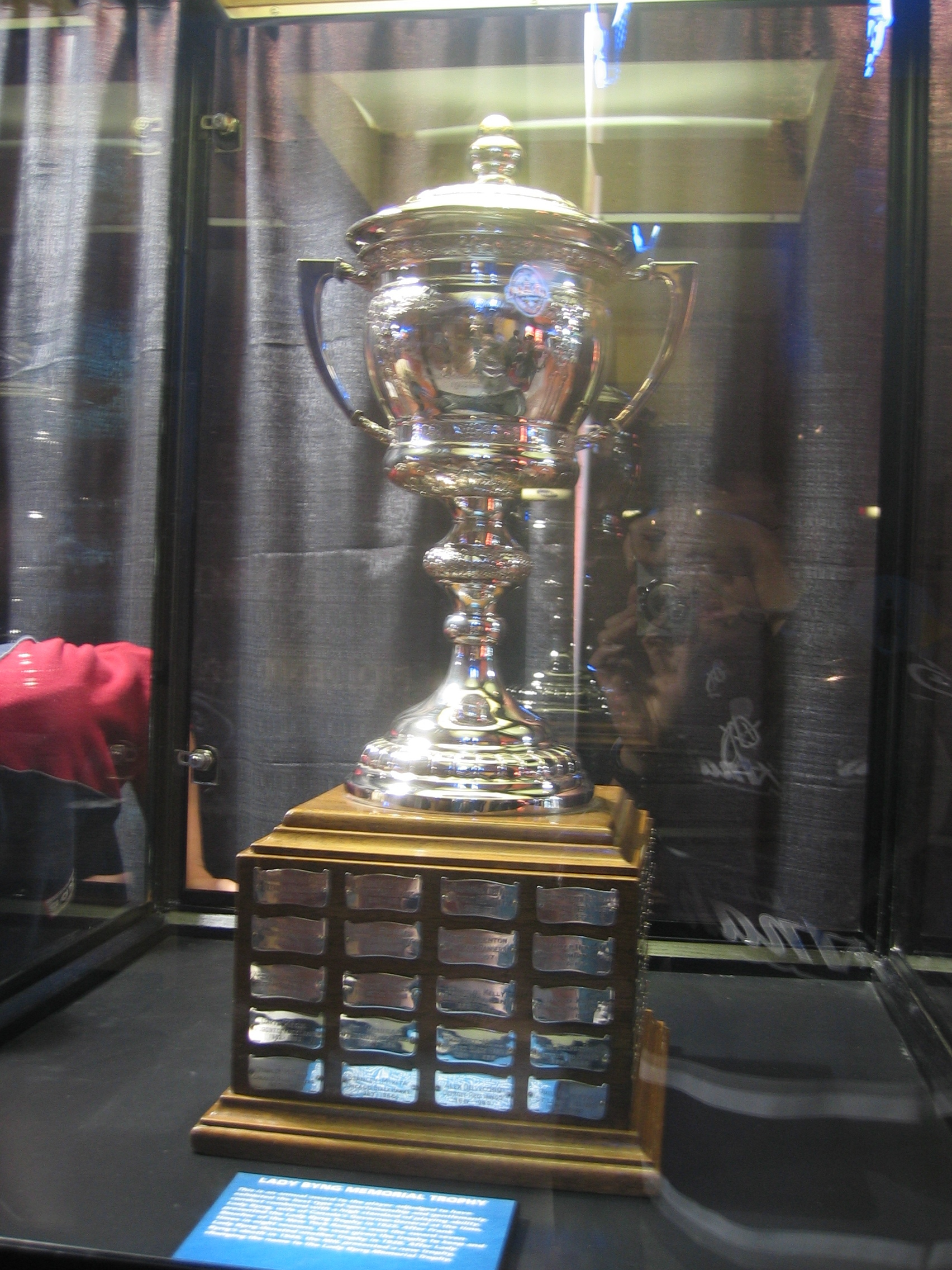
Lady Byng Memorial Trophy
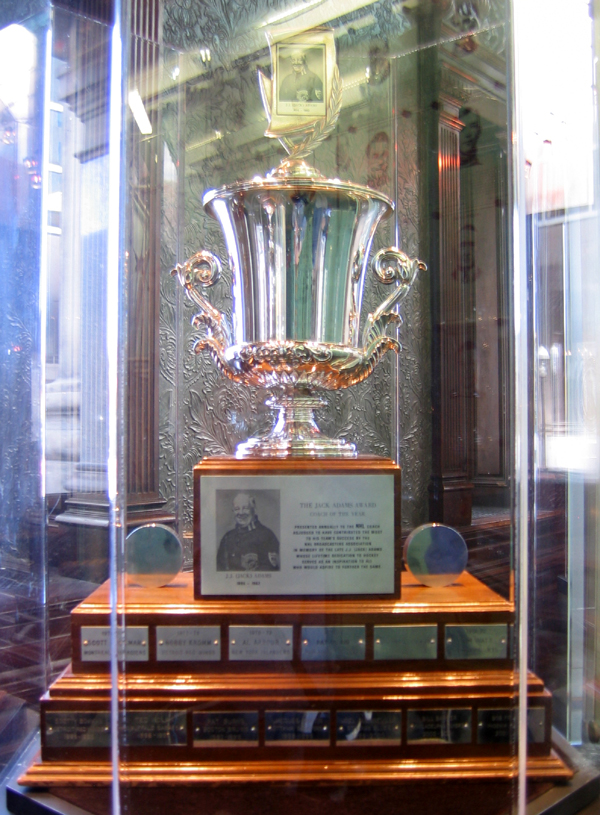
Jack Adams Award
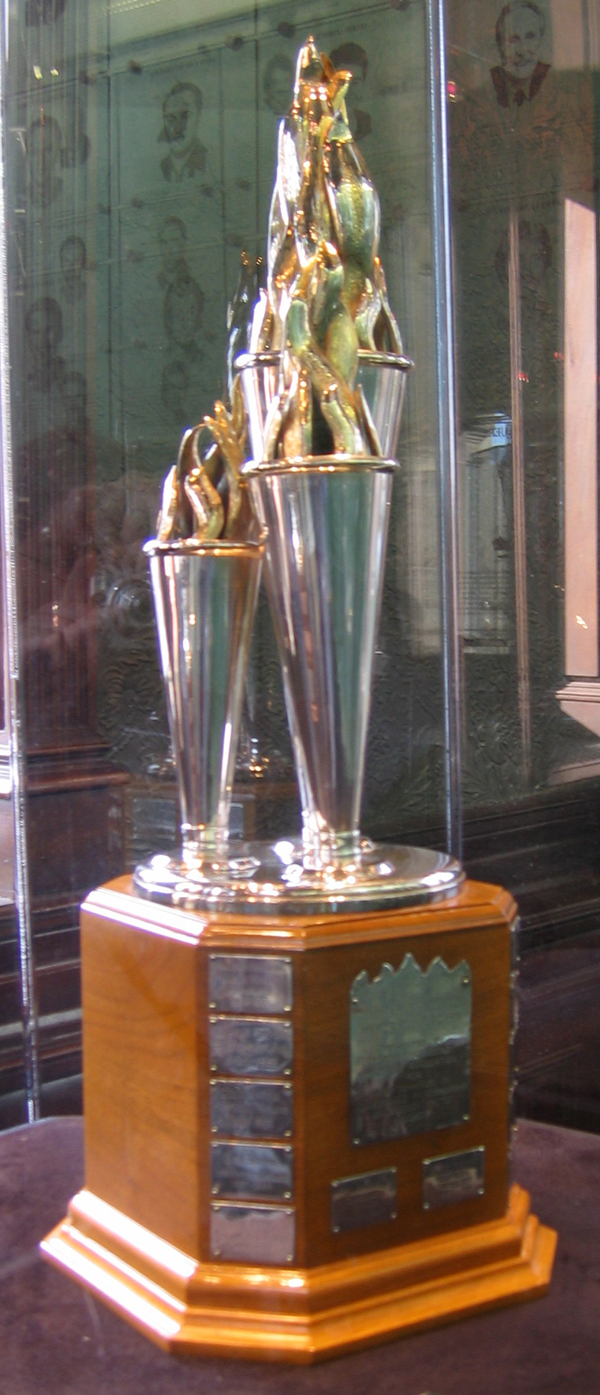
Bill Masterton Memorial Trophy
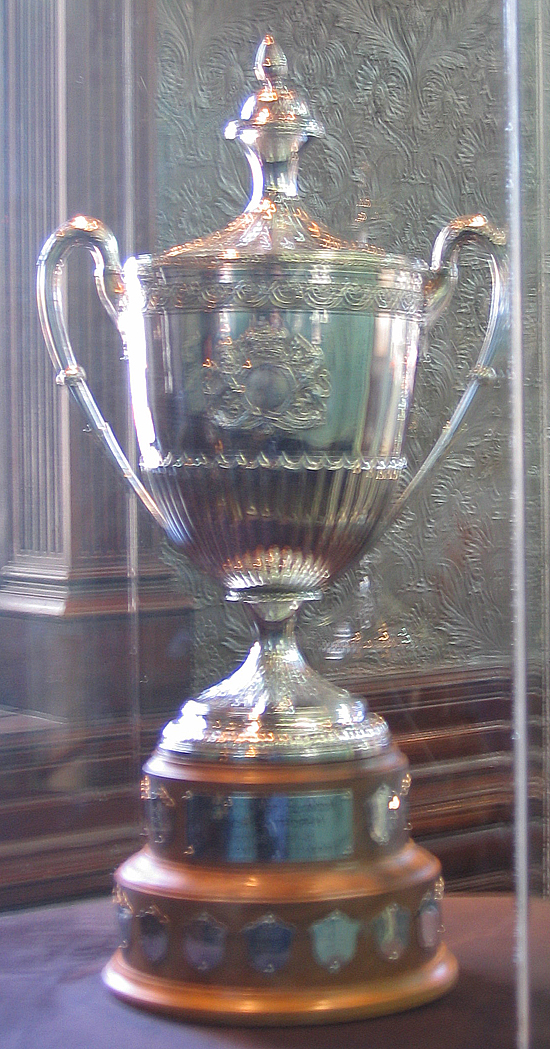
King Clancy Memorial Trophy
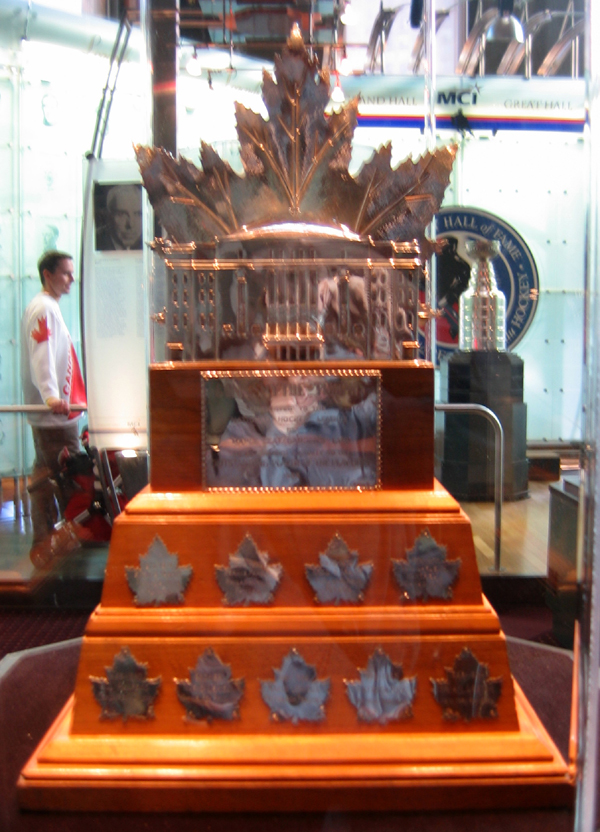
Conn Smythe Trophy
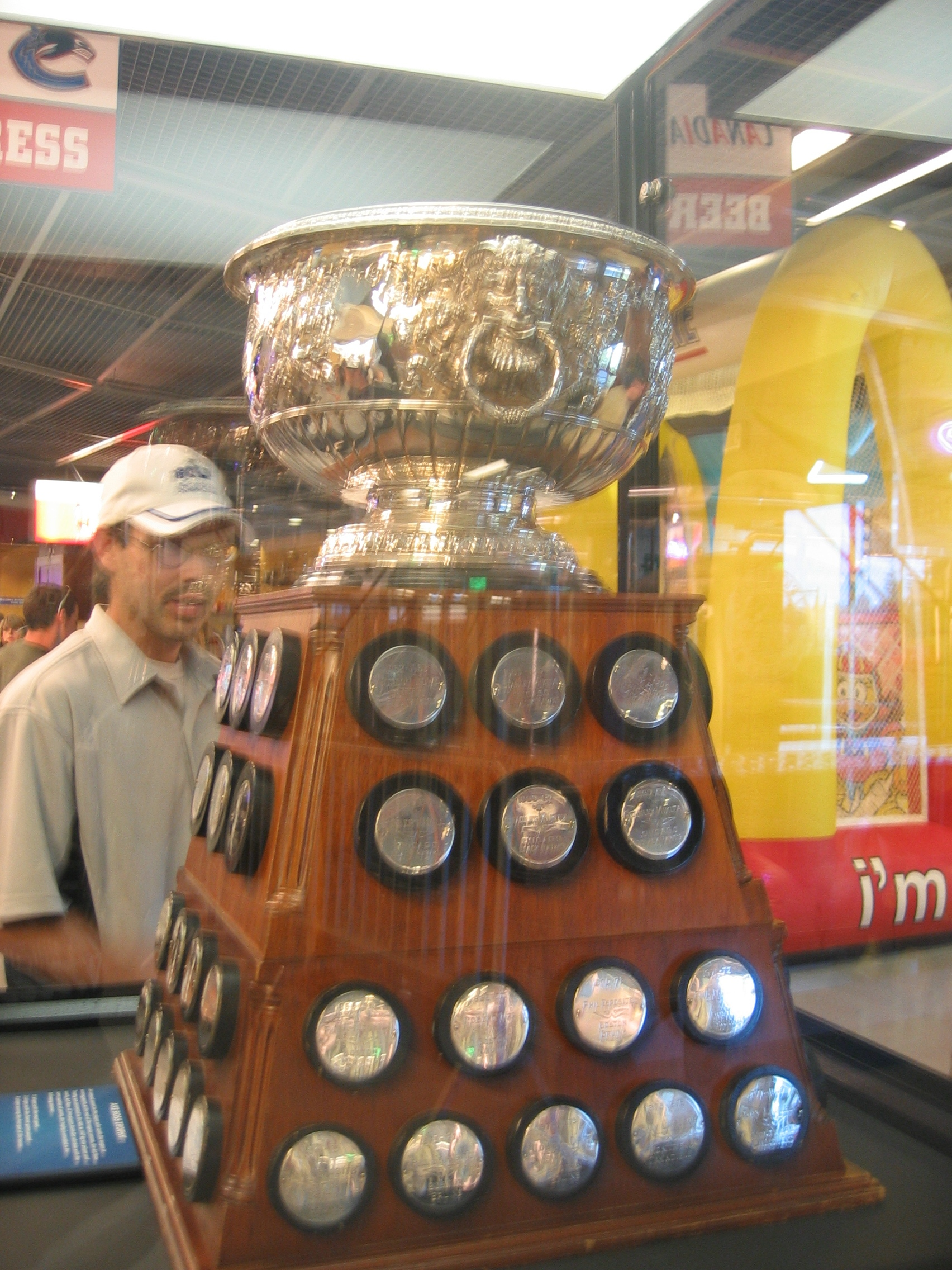
Art Ross Trophy
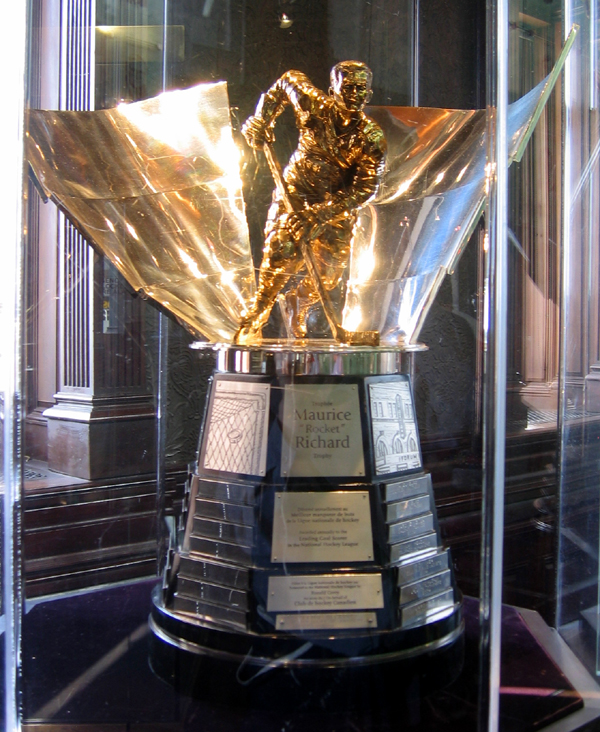
Maurice 'Rocket' Richard Trophy
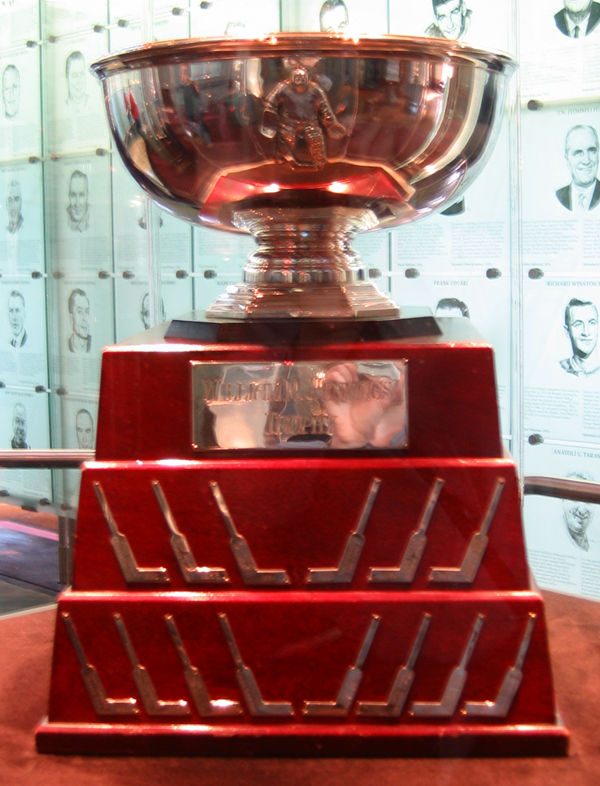
William M. Jennings Trophy